# Blaise Cendrars
Blaise Cendrars, pseudônimo de Frédéric Louis Sauser (La Chaux-de-Fonds, 1 de setembro de 1887 — Paris, 21 de janeiro de 1961), foi romancista e poeta suíço e francês, tendo escrito em língua francesa.
Com uma vida itinerante, o que se reflete em sua poesia, basicamente escritos de viagem, visitou o Brasil na década de 1920 do século XX, influenciando diversos artistas e escritores do modernismo brasileiro e sendo também influenciado por Oswald de Andrade,  cujos poemas da Poesia Pau-Brasil, de construção cubista, apresentam forte semelhança formal e no gosto pelo primitivo. Nessa incursão, se interessou pela mente doentia do criminoso Febrônio Índio do Brasil, sobre quem escreveu artigos em jornais e um capítulo de livro. Esteve também ligado ao movimento modernista em Portugal, tendo colaborado na revista Portugal Futurista, e traduziu para Francês o romance A Selva, de Ferreira de Castro.
Autor também de poemas mais extensos que do seu aparentado poeta brasileiro, como a "Prosa do Transiberiano", foi sempre fiel, em poesia, ao seu estilo "literatura de viajantes", sendo este um longo poema realmente prosaico, feito a partir de reminiscências, que lembra a posterior obra de Allen Ginsberg.
Mesmo sendo suíço de nascimento, é considerado por Paul Éluard como um dos maiores poetas franceses do século XX.

## Lista de obras

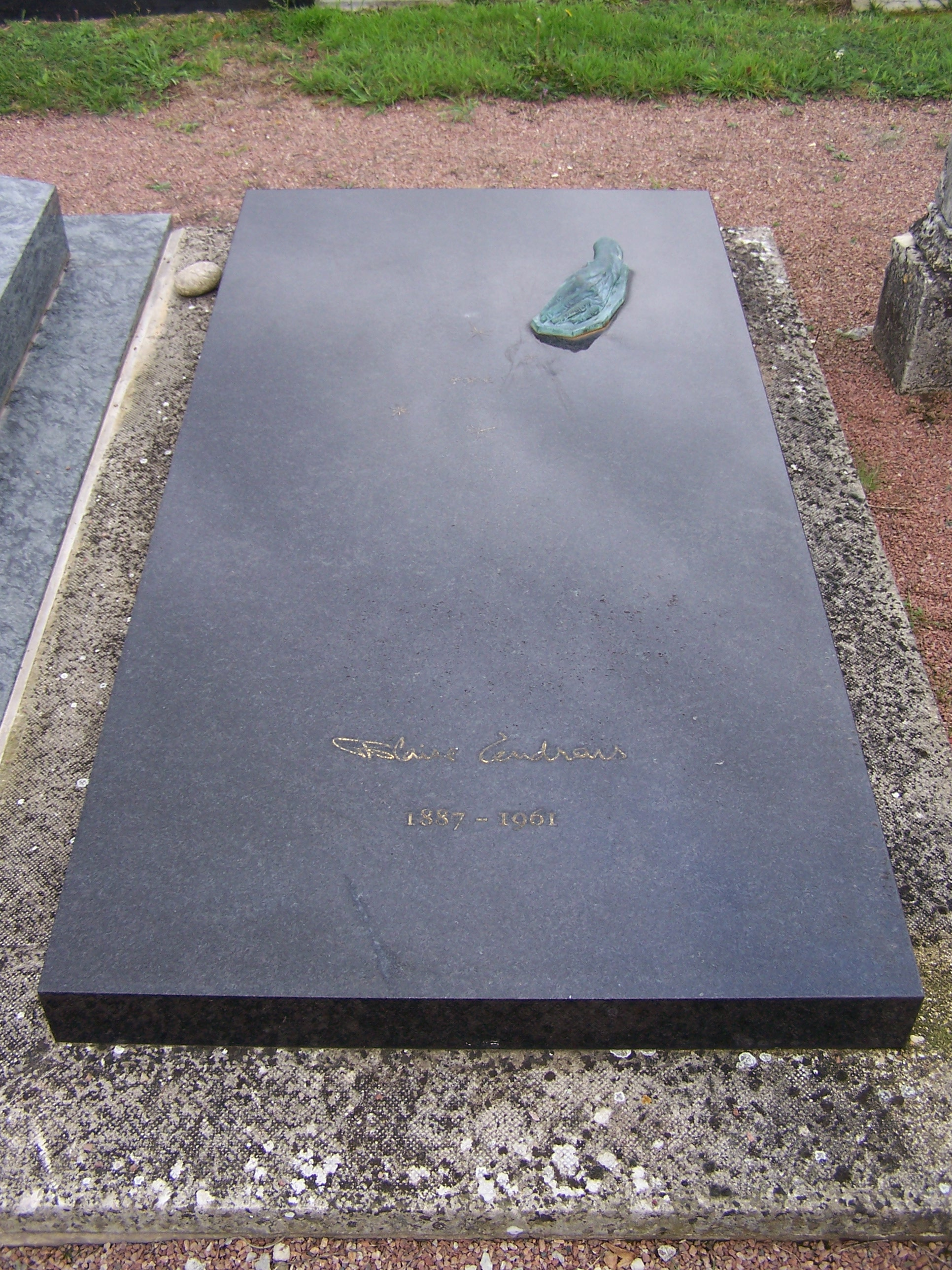
Tumba de Blaise Cendrars em Tremblay-sur-Mauldre.

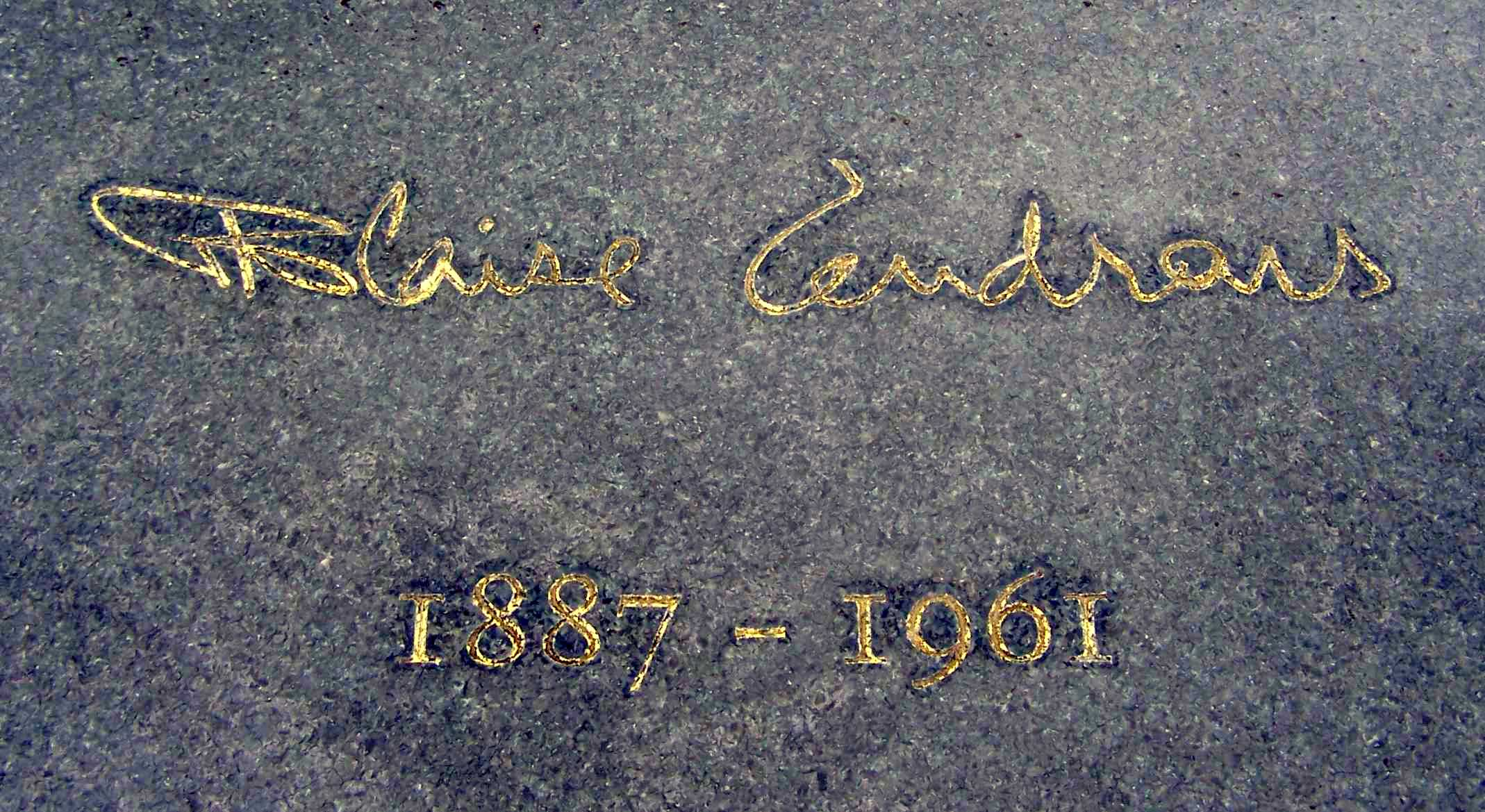
Detalhe da túmulo de Blaise Cendrars.

### Poesia
- 1912 - Les Pâques à New York
- 1913
  - Séquences
  - Prose du Transsibérien et de la petite Jeanne de france
- 1916 - La Guerre au Luxembourg
- 1918 - Le Panama ou les aventures de mes sept oncles
- 1919 - Dix-neuf poèmes élastiques
- 1924
  - Feuilles de route. 1. Le Formose
  - Kodak. Documentaire
- 1957 - Du monde entier au cœur du monde

### Romances, Novelas e contos
- 1908 - La Légende de Novgorode, de l'Or gris et du Silence
- 1918 - J'ai tué
- 1919 - La Fin du monde, filmée par l'Ange N.-D.
- 1921 - Anthologie nègre
- 1922 - Moganni Nameh (escrito antes de 1912)
- 1925 - L'Or. La merveilleuse histoire du général Johann August Suter
- 1926 - Moravagine
- 1928 - Petits Contes nègres pour les enfants des Blancs
- 1929
  - Le Plan de l'Aiguille. Dan Yack
  - Les Confessions de Dan Yack
  - Une nuit dans la forêt
- 1930
  - Comment les Blancs sont d'anciens Noirs
  - Rhum. L'aventure de Jean Galmot (reportagem romanceada)
- 1936 - Hollywood, La Mecque du cinéma
- 1937 - Histoires vraies
- 1938 - La Vie dangereuse
- 1940
  - D'Oultremer à Indigo
  - Chez l'armée anglaise
- 1945 - L'Homme foudroyé
- 1946 - La Main coupée
- 1948 - Bourlinguer
- 1949 - Le Lotissement du ciel
- 1956 - Emmène-moi au bout du monde !…
- 1957 - Trop c'est trop
- 1959 - À l'aventure

### Outras
- 1917 - Profundo hoy
- 1923 - La venere nera (película)
- 1923 - La creación del Mundo (livreto teatral)